# Bellator 117
Bellator CXVII é um evento de artes marciais mistas promovido pelo Bellator MMA, é esperado para ocorrer em 18 de abril de 2014 no Mid-America Center em Council Bluffs, Iowa. O evento será transmitido ao vivo na Spike TV.

## Background
O evento irá contar com a luta pelo Cinturão Meio Médio Vago do Bellator entre Douglas Lima e Rick Hawn e as Semifinais do Torneio de Leves da 10ª Temporada.

## Ligações Externas
1. ↑  Pelo Cinturão Meio Médio Vago do Bellator.
2. ↑  Semifinal do Torneio de Leves da 10ª Temporada.
3. ↑  Semifinal do Torneio de Leves da 10ª Temporada.